# Corydoras
Corydoras és un gènere de siluriformes cuirassats (subfamília Corydoradinae) d'aigua dolça de climes temperats o tropicals de l'Amèrica del Sud: des de l'est dels Andes fins a la costa atlàntica i des de l'Illa de Trinitat fins al riu de La Plata al nord de l'Argentina. L'espècie tipus d'aquest gènere és Corydoras geoffroy. El nom prové del grec kory (casc) i doras (pell). Són un peixos pacífics, molt apreciats en l'aquariofília, que es mouen pels fons cercant-hi aliment.

## Taxonomia
- Corydoras acrensis (Nijssen, 1972)[2]
- Corydoras acutus (Cope, 1872)[3]
- Corydoras adolfoi (Burgess, 1982)[4]
- Corydoras aeneus (Gill, 1858)[5]
- Corydoras agassizii (Steindachner, 1876)[6]
- Corydoras albolineatus (Knaack, 2004)[7]
- Corydoras amandajanea (Sands, 1995)[8]
- Corydoras amapaensis (Nijssen, 1972)[2]
- Corydoras ambiacus (Cope, 1872)[3]
- Corydoras amphibelus (Cope, 1872)[3]

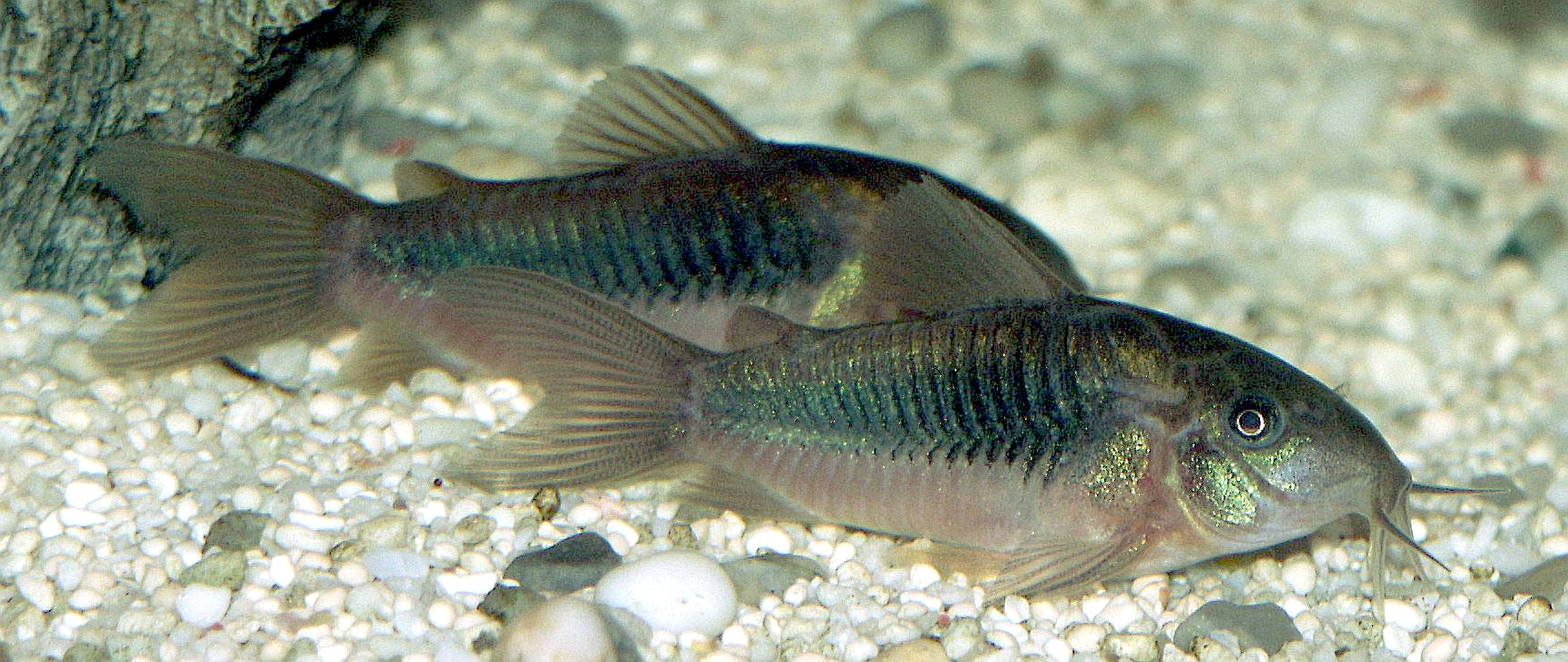
Corydoras aeneus

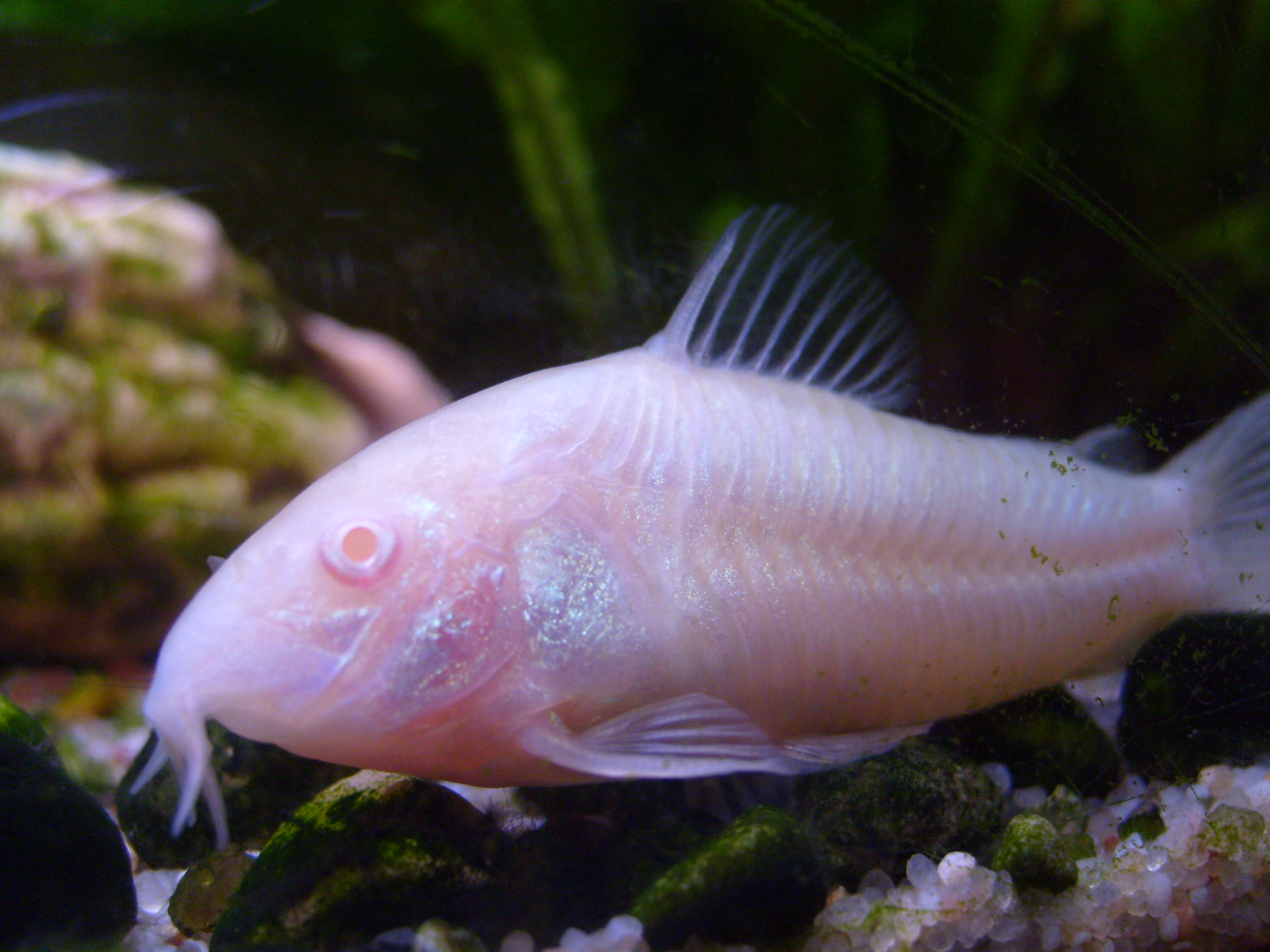
Corydoras sp.

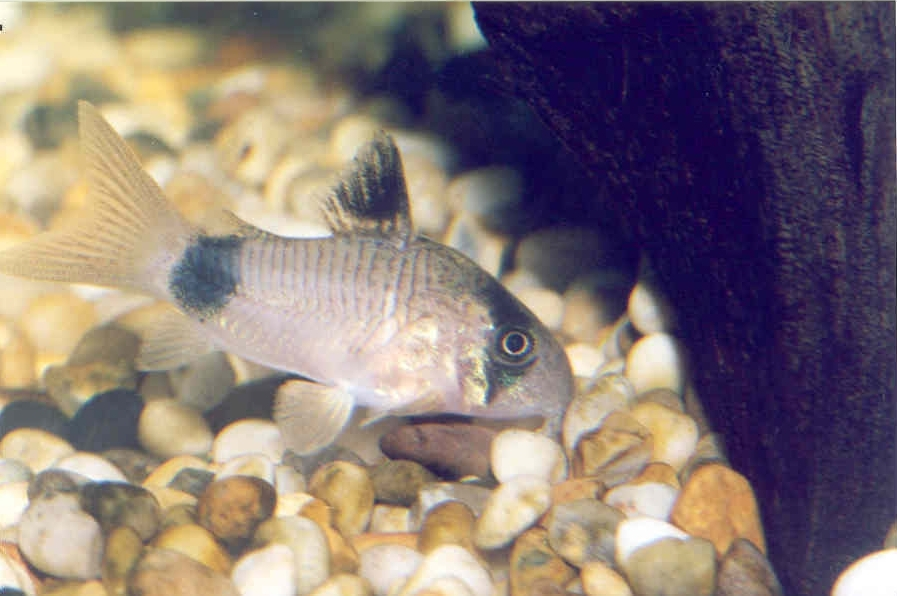
Corydoras panda

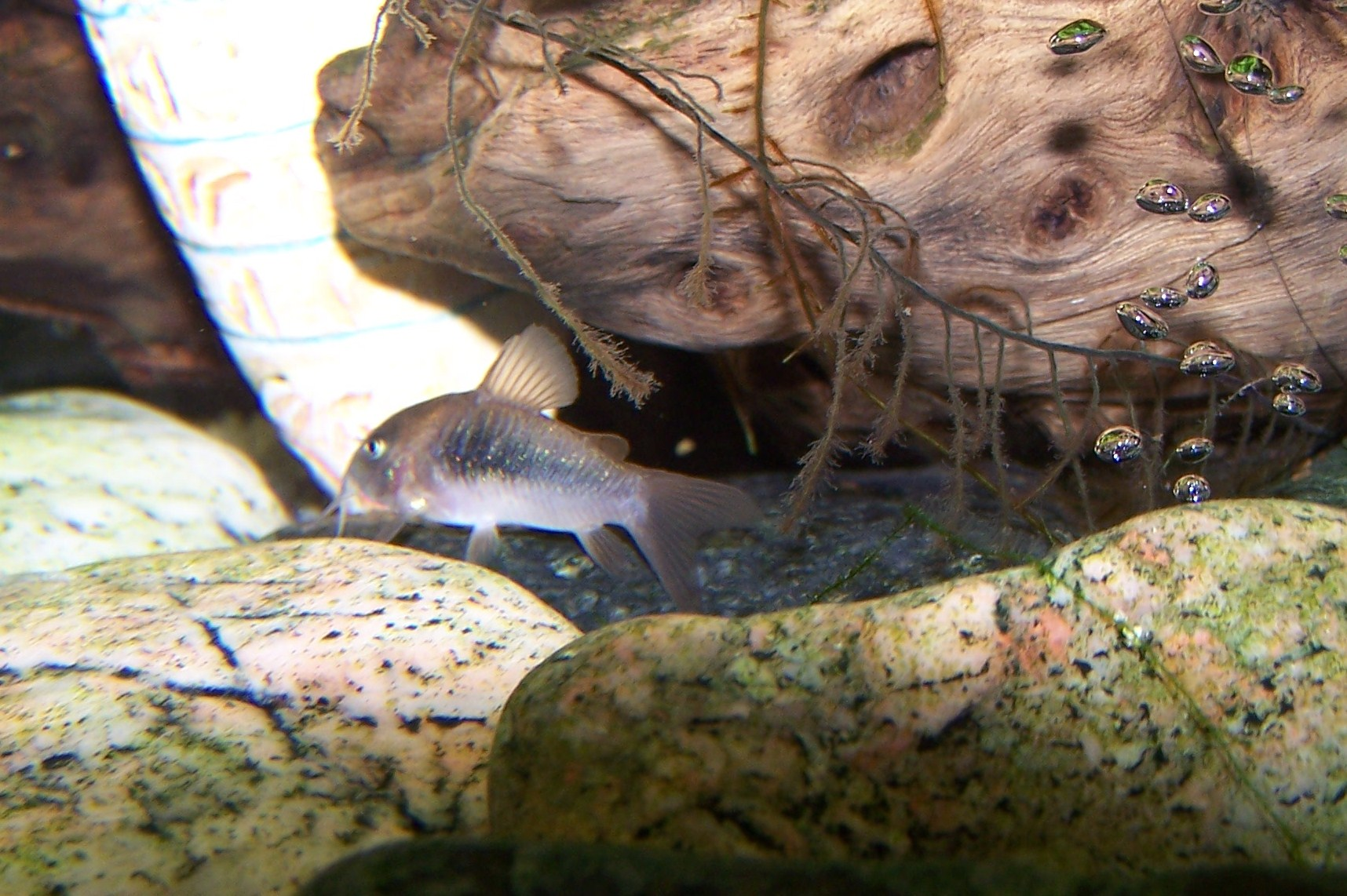
Corydoras sp.

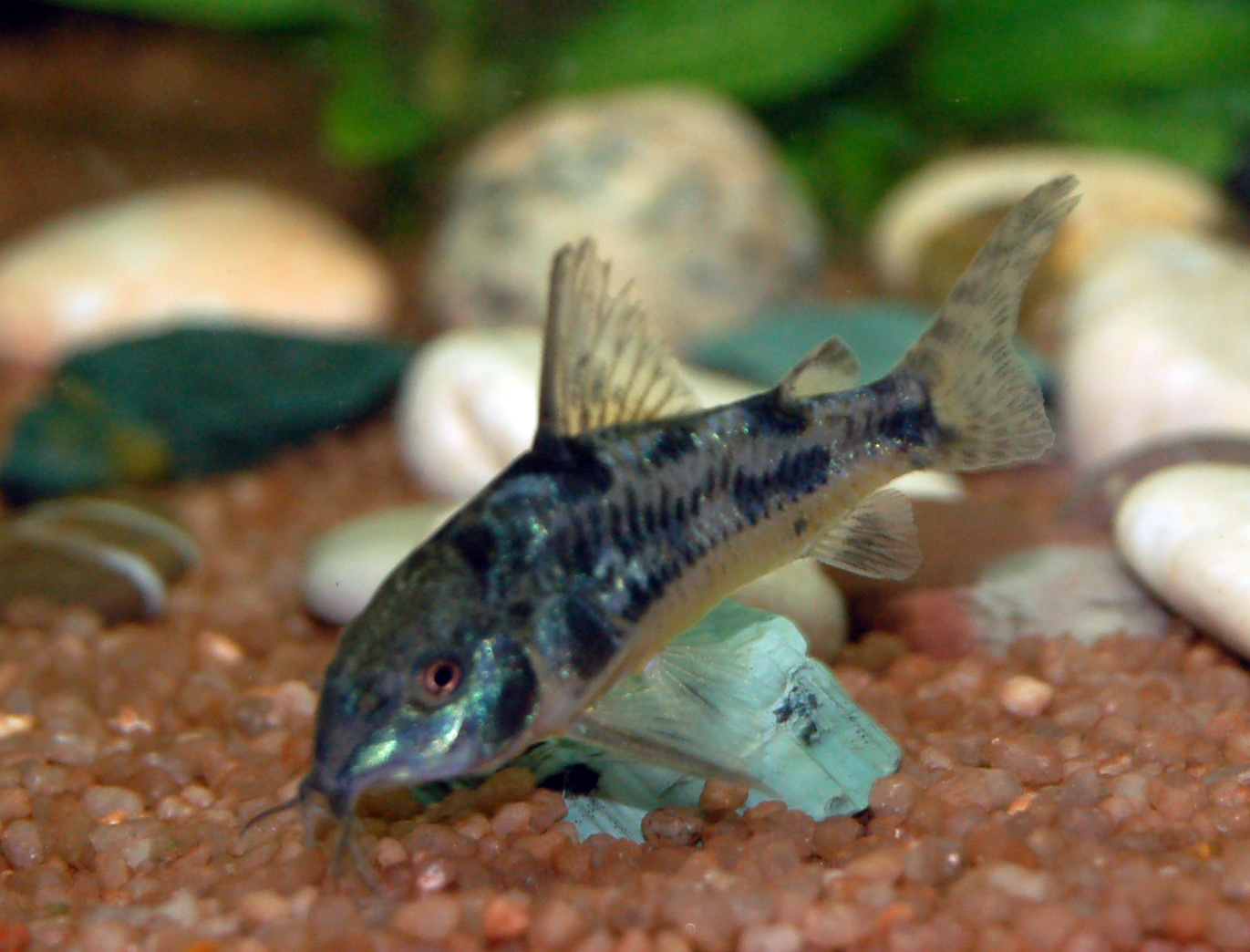
Corydoras paleatus

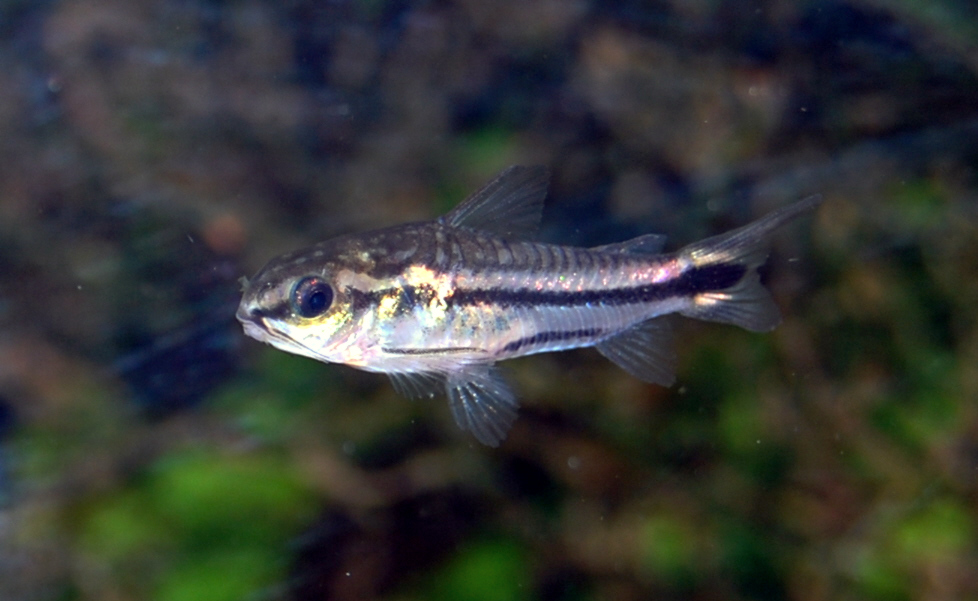
Corydoras pygmaeus

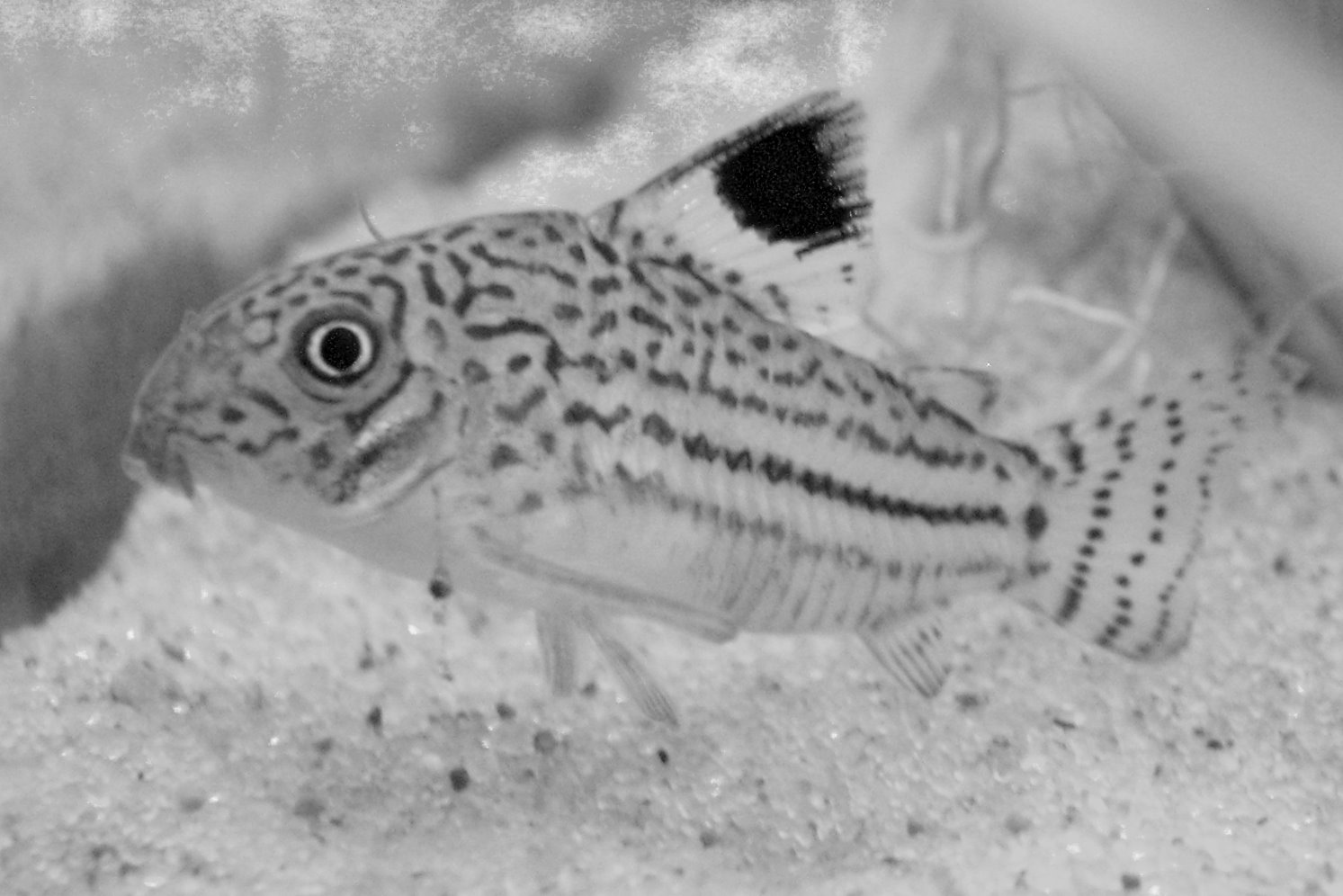
Corydoras trilineatus

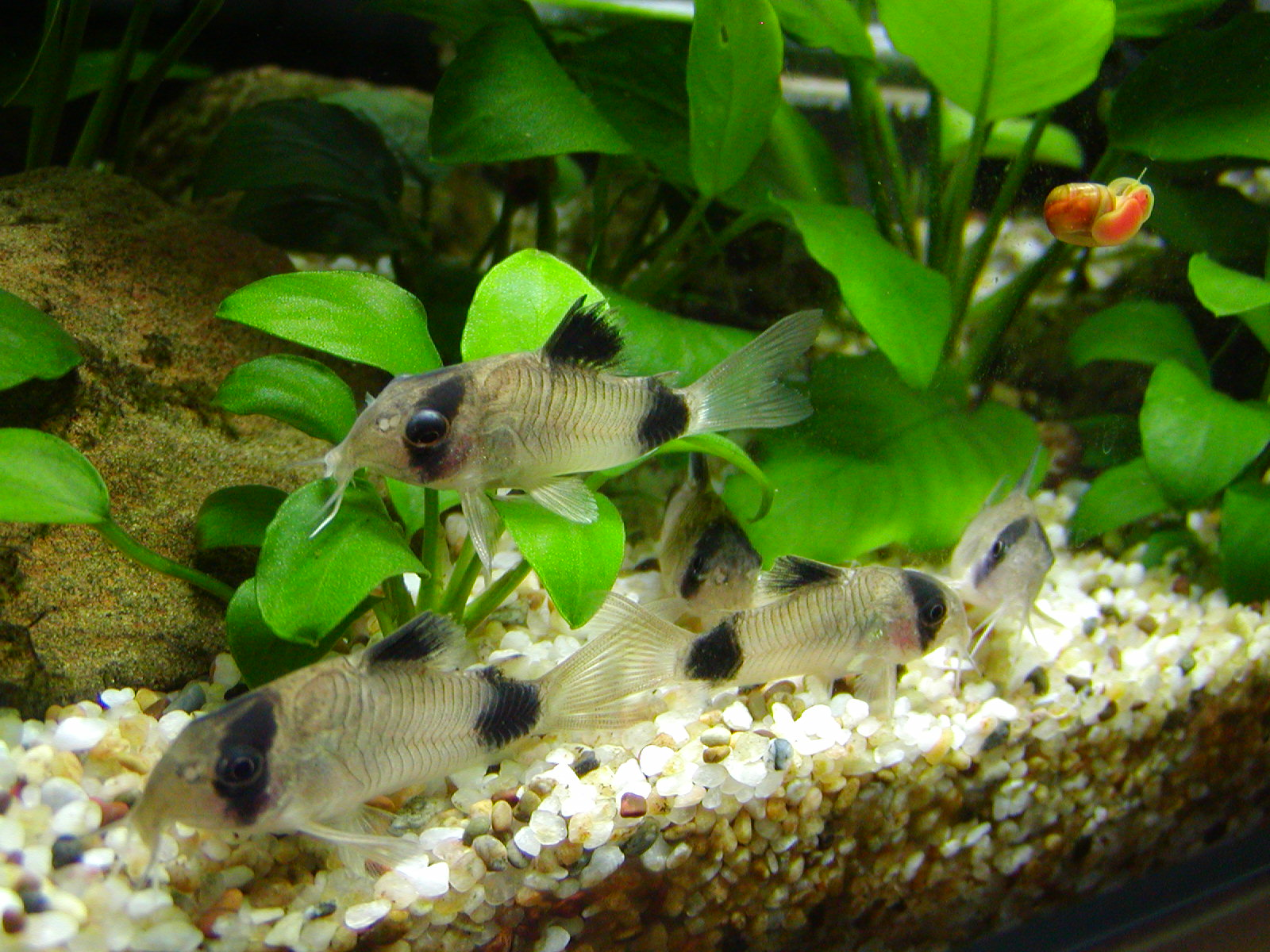
Corydoras panda

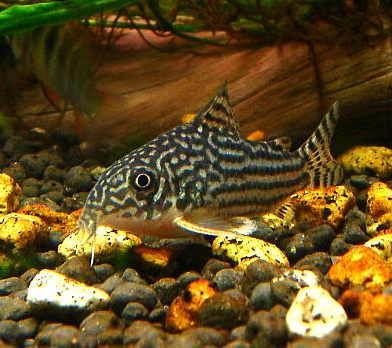
Corydoras sterbai

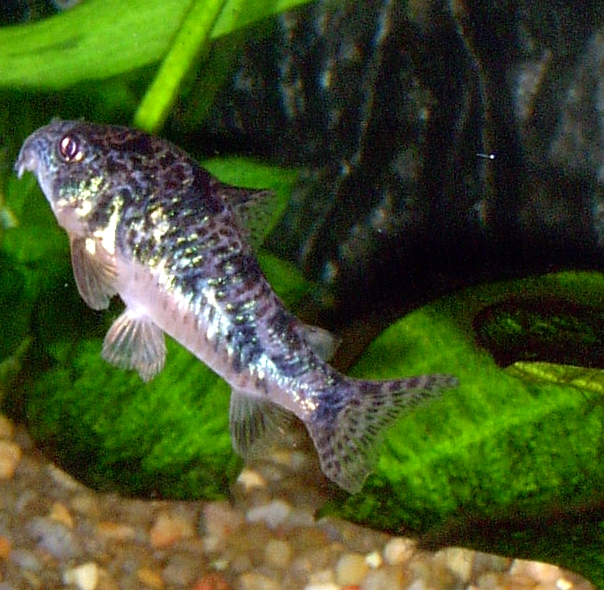
Corydoras paleatus

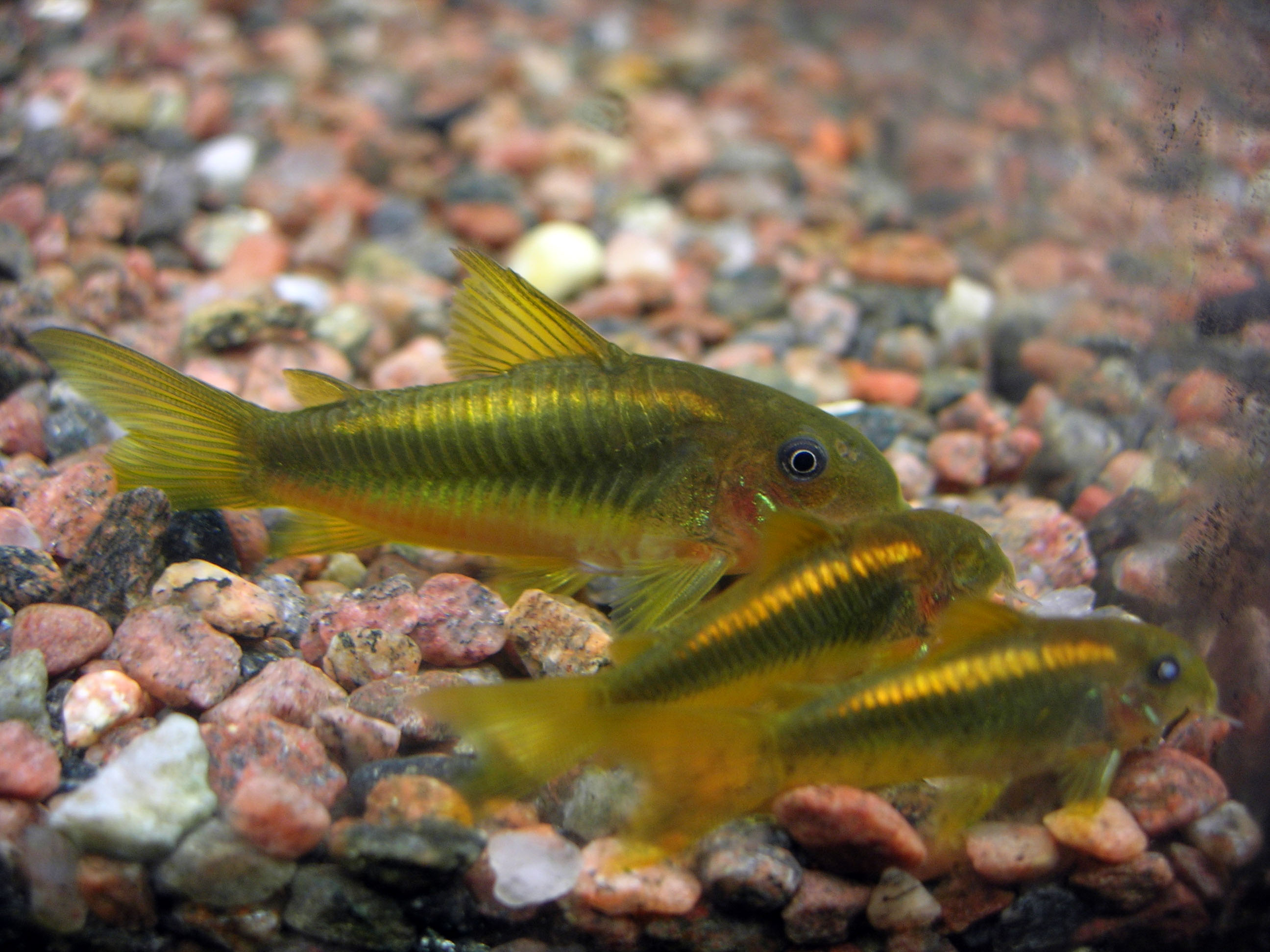
Corydoras melanotaenia

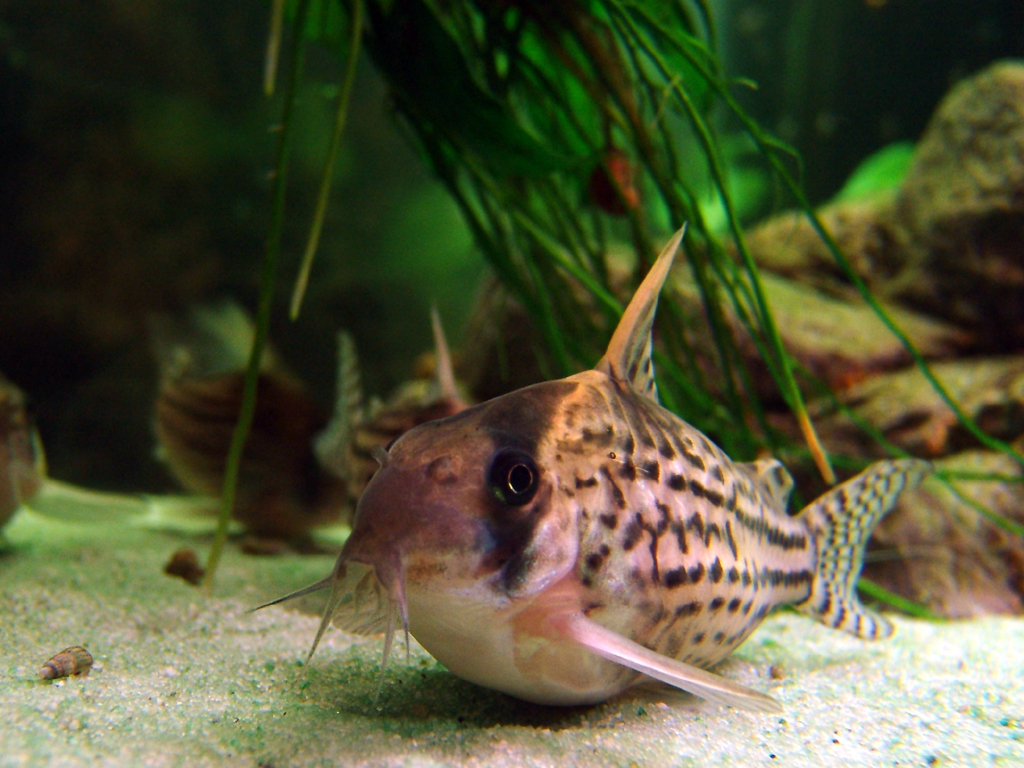
Corydoras schwartzi

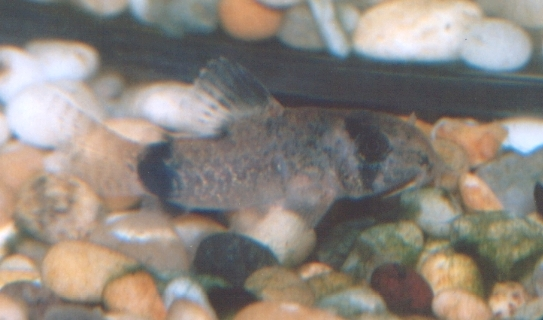
Exemplar immadur de Corydoras panda

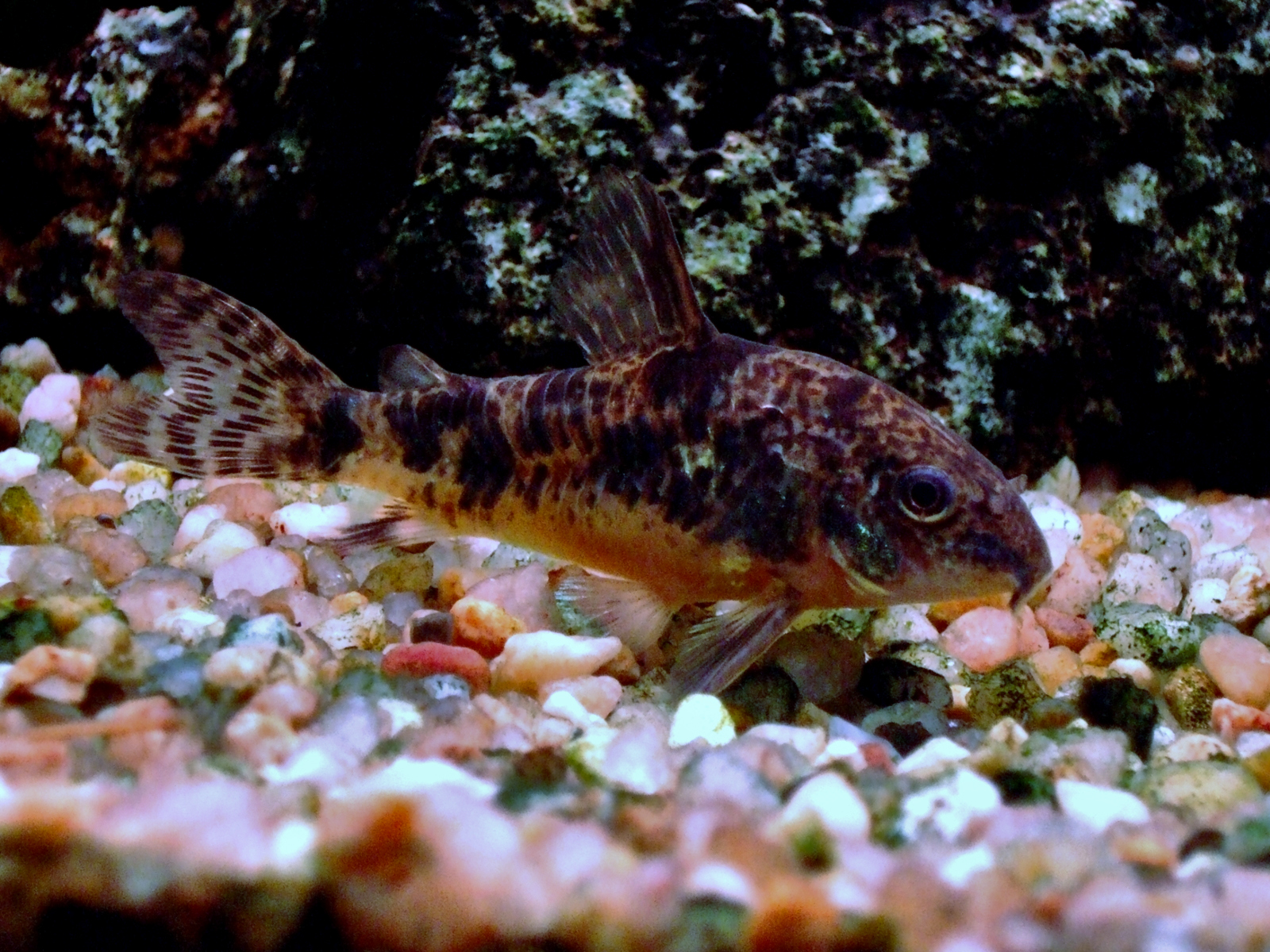
Corydoras paleatus

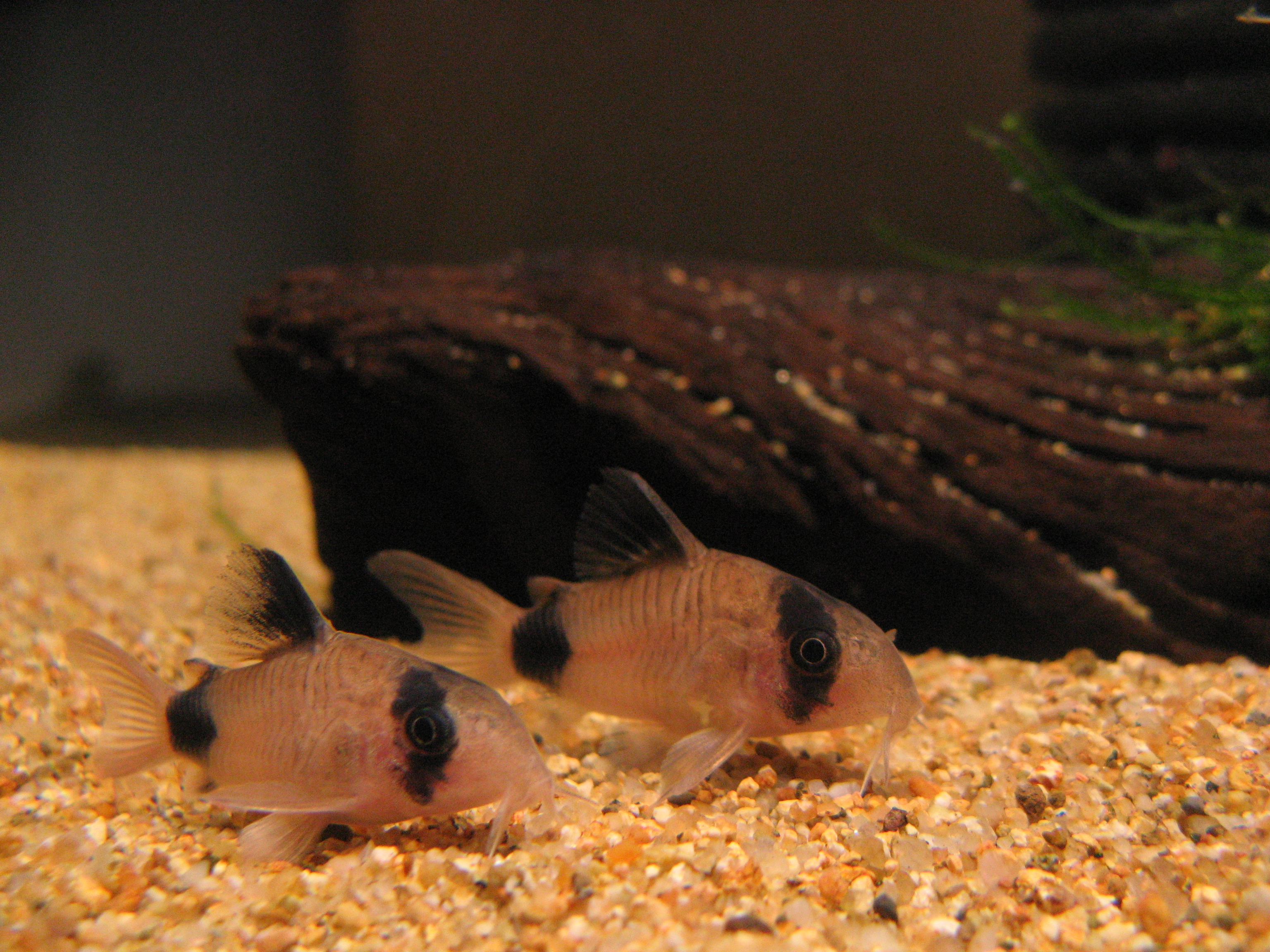
Corydoras panda

- Corydoras approuaguensis (Nijssen & Isbrücker, 1983)[9]
- Corydoras araguaiaensis (Sands, 1990)[10]
- Corydoras arcuatus (Elwin, 1939)[11]
- Corydoras areio (Knaack, 2000)[12]
- Corydoras armatus (Günther, 1868)[13]
- Corydoras atropersonatus (Weitzman & Nijssen, 1970)[14]
- Corydoras aurofrenatus (Eigenmann & Kennedy, 1903)[15]
- Corydoras australis (Eigenmann & Ward, 1907)
- Corydoras axelrodi (Rössel, 1962)[16]
- Corydoras baderi (Geisler, 1969)[17]
- Corydoras bicolor (Nijssen & Isbrücker, 1967)[18]
- Corydoras bifasciatus (Nijssen, 1972)[2]
- Corydoras bilineatus (Knaack, 2002)[19]
- Corydoras blochi (Nijssen, 1971)[20]
- Corydoras boehlkei (Nijssen & Isbrücker, 1982)[21]
- Corydoras boesemani (Nijssen & Isbrücker, 1967)[22]
- Corydoras bondi (Gosline, 1940)[23]
- Corydoras breei (Isbrücker & Nijssen, 1992)[24]
- Corydoras brevirostris (Fraser-Brunner, 1947)[25]
- Corydoras burgessi (Axelrod, 1987)[26]
- Corydoras carlae (Nijssen & Isbrücker, 1983)[27]
- Corydoras caudimaculatus (Rössel, 1961)[28]
- Corydoras cervinus (Rössel, 1962)[29]
- Corydoras cochui (Myers & Weitzman, 1954)[30]
- Corydoras concolor (Weitzman, 1961)[31]
- Corydoras condiscipulus (Nijssen & Isbrücker, 1980)[32]
- Corydoras copei (Nijssen & Isbrücker, 1986)[33]
- Corydoras coppenamensis (Nijssen, 1970)[34]
- Corydoras coriatae (Burgess, 1997)[35]
- Corydoras crimmeni (Grant, 1997)[36]
- Corydoras cruziensis (Knaack, 2002)[37]
- Corydoras crypticus (Sands, 1995)[8]
- Corydoras davidsandsi (Black, 1987)[38]
- Corydoras delphax (Nijssen & Isbrücker, 1983)[39]
- Corydoras difluviatilis (Britto & Castro, 2002)[40]
- Corydoras diphyes (Axenrot & Kullander, 2003)[41]
- Corydoras duplicareus (Sands, 1995)[8]
- Corydoras ehrhardti (Steindachner, 1910)[42]
- Corydoras elegans (Steindachner, 1876)[6]
- Corydoras ellisae (Gosline, 1940)[23]
- Corydoras ephippifer (Nijssen, 1972)[2]
- Corydoras eques (Steindachner, 1876)[6]
- Corydoras esperanzae (Castro, 1987)
- Corydoras evelynae (Rössel, 1963)[43]
- Corydoras filamentosus (Nijssen & Isbrücker, 1983)[9]
- Corydoras flaveolus (Ihering, 1911)[44]
- Corydoras fowleri (Böhlke, 1950)[45]
- Corydoras garbei (Ihering, 1911)[46]
- Corydoras geoffroy (Lacépède, 1803)[47]
- Corydoras geryi (Nijssen & Isbrücker, 1983)[9]
- Corydoras gomezi (Castro, 1986)[48]
- Corydoras gossei (Nijssen, 1972)[2]
- Corydoras gracilis (Nijssen & Isbrücker, 1976)[49]
- Corydoras griseus (Holly, 1940)[50]
- Corydoras guapore (Knaack, 1961)[51]
- Corydoras guianensis (Nijssen, 1970)[34]
- Corydoras habrosus (Weitzman, 1960)[52]
- Corydoras haraldschultzi (Knaack, 1962)[53]
- Corydoras hastatus (Eigenmann & Eigenmann, 1888)[54]
- Corydoras heteromorphus (Nijssen, 1970)[34]
- Corydoras imitator (Nijssen & Isbrücker, 1983)[55]
- Corydoras incolicana (Burgess, 1993)[56]
- Corydoras isbrueckeri (Knaack, 2004)[7]
- Corydoras julii (Steindachner, 1906)[57]
- Corydoras kanei (Grant, 1997)[36]
- Corydoras lacerdai (Hieronimus, 1995)[58]
- Corydoras lamberti (Nijssen & Isbrücker, 1986)[59]
- Corydoras latus (Pearson, 1924)[60]
- Corydoras leopardus (Myers, 1933)[61]
- Corydoras leucomelas (Eigenmann & Allen, 1942)[62]
- Corydoras longipinnis (Knaack, 2007)[63]
- Corydoras loretoensis (Nijssen & Isbrücker, 1986)[59]
- Corydoras loxozonus (Nijssen & Isbrücker, 1983)[39]
- Corydoras maculifer (Nijssen & Isbrücker, 1971)[64]
- Corydoras mamore (Knaak, 2002)[65]
- Corydoras melanistius (Regan, 1912)[66]
- Corydoras melanotaenia (Regan, 1912)[66]
- Corydoras melini (Lönnberg & Rendahl, 1930)[67]
- Corydoras metae (Eigenmann, 1914)[68]
- Corydoras micracanthus (Regan, 1912)[66]
- Corydoras multimaculatus (Steindachner, 1907)[69]
- Corydoras nanus (Nijssen & Isbrücker, 1967)[18]
- Corydoras napoensis (Nijssen & Isbrücker, 1986)[59]
- Corydoras narcissus (Nijssen & Isbrücker, 1980)[32]
- Corydoras nattereri (Steindachner, 1876)[6]
- Corydoras negro (Knaack, 2004)[7]
- Corydoras nijsseni (Sands, 1989)[70]
- Corydoras noelkempffi (Knaack, 2004)[7]
- Corydoras oiapoquensis (Nijssen, 1972)[2]
- Corydoras ornatus (Nijssen & Isbrücker, 1976)[71]
- Corydoras orphnopterus (Weitzman & Nijssen, 1970)[14]
- Corydoras ortegai (Britto & Lima, 2007)[72]
- Corydoras osteocarus (Böhlke, 1951)[73]
- Corydoras ourastigma (Nijssen, 1972)[2]
- Corydoras oxyrhynchus (Nijssen & Isbrücker, 1967)[18]
- Corydoras paleatus (Jenyns, 1842)[74]
- Corydoras panda (Nijssen & Isbrücker, 1971)[64]
- Corydoras pantanalensis (Knaack, 2001)[75]
- Corydoras paragua (Knaack, 2004)[7]
- Corydoras parallelus (Burgess, 1993)[56]
- Corydoras pastazensis (Weitzman, 1963)[76]
- Corydoras paucerna (Knaack, 2004)[7]
- Corydoras pinheiroi (Dinkelmeyer, 1995)[77]
- Corydoras polystictus (Regan, 1912)[66]
- Corydoras potaroensis (Myers, 1927)[78]
- Corydoras pulcher (Isbrücker & Nijssen, 1973)[79]
- Corydoras punctatus (Bloch, 1794)[80]
- Corydoras pygmaeus (Knaack, 1966)[81]
- Corydoras rabauti (La Monte, 1941)[82]
- Corydoras reticulatus (Fraser-Brunner, 1938)[83]
- Corydoras reynoldsi (Myers & Weitzman, 1960)[84]
- Corydoras robineae (Burgess, 1983)[85]
- Corydoras robustus (Nijssen & Isbrücker, 1980)[32]
- Corydoras sanchesi (Nijssen & Isbrücker, 1967)[18]
- Corydoras saramaccensis (Nijssen, 1970)[34]
- Corydoras sarareensis (Dinkelmeyer, 1995)[86]
- Corydoras schwartzi (Rössel, 1963)[43]
- Corydoras semiaquilus (Weitzman, 1964)[87]
- Corydoras septentrionalis (Gosline, 1940)[23]
- Corydoras serratus (Sands, 1995)[88]
- Corydoras seussi (Dinkelmeyer, 1996)[89]
- Corydoras similis (Hieronimus, 1991)[90]
- Corydoras simulatus (Weitzman & Nijssen, 1970)[14]
- Corydoras sipaliwini (Hoedeman, 1965)[91]
- Corydoras sodalis (Nijssen & Isbrücker, 1986)[59]
- Corydoras solox (Nijssen & Isbrücker, 1983)[27]
- Corydoras spectabilis (Knaack, 1999)[92]
- Corydoras spilurus (Norman, 1926)[93]
- Corydoras steindachneri (Isbrücker & Nijssen, 1973)[79]
- Corydoras stenocephalus (Eigenmann & Allen, 1942)[62]
- Corydoras sterbai (Knaack, 1962)[53]
- Corydoras surinamensis (Nijssen, 1970)[34]
- Corydoras sychri (Weitzman, 1960)[52]
- Corydoras treitlii (Steindachner, 1906)[57]
- Corydoras trilineatus (Cope, 1872)[3]
- Corydoras tukano (Britto & Lima, 2003)[94]
- Corydoras undulatus (Regan, 1912)[66]
- Corydoras virginiae (Burgess, 1993)[56]
- Corydoras vittatus (Nijssen, 1971)[20]
- Corydoras weitzmani (Nijssen, 1971)[20]
- Corydoras xinguensis (Nijssen, 1972)[2]
- Corydoras zygatus (Eigenmann & Allen, 1942)[62][95][96][97][98][99][100]